# Meknès-Tafilalet

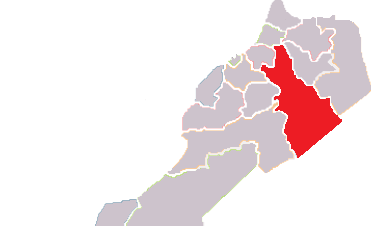
Läge i Marocko.

Meknès-Tafilalet var 1997–2015 en av Marockos regioner. Den hade 2 141 527 invånare (2 september 2004) på en yta av 60 407 km². Regionens administrativa huvudort var Meknès.

## Administrativ indelning
Regionen var indelad i en prefektur och fyra provinser:
Prefektur:
- Meknès

Provinser:
- El Hajeb, Errachidia, Ifrane, Khénifra

## Större städer
Invånarantal enligt folkräkning (2 september 2004)
- Meknès (536 232)
- Errachidia (76 759)
- Khénifra (72 672)
- Azrou (47 540)
- Midelt (44 781)

Andra viktiga orter:
- El Hajeb, Ifrane